# Tierra Lleunesa
Tierra Lleunesa fue una organización terrorista de ideología leonesista y marxista-leninista, que durante la transición política de los años 1980 hacia el llamado «Estado de las Autonomías» hizo detonar diversos artefactos en objetivos considerados anti-leonesistas, como oficinas de la Junta de Castilla y León o relacionados con el conflicto del embalse de Riaño. Uno de esos explosivos fue colocado en el cuartel de los bomberos y finalmente estalló en la mano de un policía, ese hecho fue el que finalmente desató la polémica.